# Jacques Gouin de Beauchêne
Jacques Gouin de Beauchêne (altfranzösisch oft auch Beauchesne; * 1652 in Saint-Malo, Frankreich; † 1730 ebenda) war ein französischer Kapitän. 
Beauchêne unternahm 1698 eine Reise in den Stillen Ozean, wofür er auf der Hinfahrt durch die Magellanstraße, auf der Rückfahrt um Kap Hoorn herum segelte. Von ihm stammte der Name Île Louis le Grand (heute Isla Carlos III.) für eine kleine Insel am pazifischen Ausgang der Magellanstraße. Als Beauchêne im Jahre 1700 aus der Südsee zurückkam, lag er an der östlichen Seite der Malwinen vor Anker, hielt diese aber zunächst für die Sebaldsinseln. Der erste und einzige Europäer, der vor ihm dort geankert hatte, war der Engländer John Strong zehn Jahre zuvor. 
Die von Beauchêne im Januar 1701 entdeckte südlichste Malwinen-Insel trägt noch heute seinen Namen: Île Beauchêne.